# Natação nos Jogos Europeus de 2015 - 200 m borboleta masculino
A competição dos 200 metros borboleta masculino foi um dos eventos da natação nos Jogos Europeus de 2015, em Baku, no Azerbaijão. Foi disputada no Centro Aquático de Baku nos dias 24 e 25 de junho.

## Calendário
Horário de verão do Azerbaijão (UTC+5).
| Data        | Horário | Fase         |
| ----------- | ------- | ------------ |
| 24 de junho | 10:15   | Eliminatória |
| 24 de junho | 18:47   | Semifinal    |
| 25 de junho | 17:44   | Final        |

## Medalhistas
| Ouro   | RUS Daniil Pakhomov |
| Prata  | ITA Giacomo Carini  |
| Bronze | FRA Matthias Marsau |

## Recordes
Antes desta competição, os recordes mundiais e dos jogos europeus dessa prova eram os seguintes:
| Tipo                       | Atleta             | Tempo   | Local | Data                |
| -------------------------- | ------------------ | ------- | ----- | ------------------- |
|                            | USA Michael Phelps | 1m51s51 | Roma  | 29 de julho de 2009 |
| Recorde dos Jogos Europeus | Não estabelecido   | –       |       |                     |

Os seguintes recordes mundiais ou dos jogos europeus foram estabelecidos durante esta competição:
| Data        | Evento | Nome            | Nacionalidade | Tempo   | Notas                      |
| ----------- | ------ | --------------- | ------------- | ------- | -------------------------- |
| 25 de junho | Final  | Daniil Pakhomov | Rússia        | 1:57.04 | Recorde dos Jogos Europeus |

## Resultados

### Eliminatórias
A eliminatória foi realizada no dia 24 de junho. 
| Pos. | Bateria | Raia | Nadador              | Nacionalidade    | Tempo   | Notas |
| ---- | ------- | ---- | -------------------- | ---------------- | ------- | ----- |
| 1    | 3       | 4    | Giacomo Carini       | ITA Itália       | 1:58.99 | Q,    |
| 2    | 4       | 4    | Daniil Pakhomov      | RUS Rússia       | 2:00.11 | Q     |
| 3    | 4       | 3    | Daniil Antipov       | RUS Rússia       | 2:00.32 | Q     |
| 4    | 1       | 5    | Roman Shevliakov     | RUS Rússia       | 2:01.07 |       |
| 5    | 2       | 5    | Matthias Marsau      | FRA França       | 2:01.15 | Q     |
| 6    | 2       | 6    | Kaan Özcan           | TUR Turquia      | 2:01.16 | Q     |
| 7    | 4       | 1    | Patryk Adamczyk      | POL Polônia      | 2:01.28 | Q     |
| 8    | 4       | 5    | Moritz Brandt        | GER Alemanha     | 2:01.44 | Q     |
| 9    | 2       | 3    | Damian Chrzanowski   | POL Polônia      | 2:01.47 | Q     |
| 10   | 3       | 5    | Christian Ferraro    | ITA Itália       | 2:01.53 | Q     |
| 11   | 4       | 2    | Márk Tekauer         | HUN Hungria      | 2:01.93 | Q     |
| 12   | 2       | 4    | Johannes Tesch       | GER Alemanha     | 2:02.31 | Q     |
| 13   | 4       | 6    | Athansios Kynigakis  | GRE Grécia       | 2:02.70 | Q     |
| 14   | 4       | 7    | Joe Litchfield       | GBR Grã-Bretanha | 2:03.08 | Q     |
| 15   | 2       | 7    | Markus Malm          | SWE Suécia       | 2:03.09 | Q     |
| 16   | 3       | 6    | Kyle Chrisholm       | GBR Grã-Bretanha | 2:03.15 | Q     |
| 17   | 4       | 8    | Mateusz Żurawicz     | POL Polônia      | 2:03.74 |       |
| 18   | 3       | 9    | Filip Milcevic       | AUT Áustria      | 2:03.90 | Q     |
| 19   | 3       | 1    | Matteo Bertoldi      | ITA Itália       | 2:03.91 |       |
| 20   | 2       | 2    | Ivan Adamovych       | UKR Ucrânia      | 2:04.53 |       |
| 21   | 1       | 4    | Javier Barrena       | ESP Espanha      | 2:04.63 |       |
| 22   | 2       | 1    | Blaž Demšar          | SLO Eslovênia    | 2:04.70 |       |
| 23   | 3       | 3    | Paulus Schön         | GER Alemanha     | 2:05.65 |       |
| 24   | 1       | 3    | Akaki Vashakidze     | GEO Geórgia      | 2:05.95 |       |
| 25   | 3       | 8    | Enzo Nardozza        | ITA Itália       | 2:06.92 |       |
| 26   | 2       | 8    | Denys Martyniuk      | UKR Ucrânia      | 2:07.16 |       |
| 27   | 4       | 0    | Henry Kerman         | SWE Suécia       | 2:07.77 |       |
| 28   | 2       | 0    | Cla Remund           | SUI Suíça        | 2:07.94 |       |
| 29   | 3       | 7    | Erge Can Gezmis      | TUR Turquia      | 2:08.03 |       |
| 30   | 3       | 0    | Nazari Kosylo        | UKR Ucrânia      | 2:08.62 |       |
| 31   | 3       | 2    | Mikhail Vekovishchev | RUS Rússia       | 2:09.79 |       |
| 32   | 4       | 9    | Logan Vanhuys        | BEL Bélgica      | 2:10.71 |       |

### Semifinal
A semifinal foi realizada no dia 24 de junho.

#### Semifinal 1
| Pos. | Raia | Nadador             | Nacionalidade | Tempo   | Notas |
| ---- | ---- | ------------------- | ------------- | ------- | ----- |
| 1    | 4    | Daniil Pakhomov     | RUS Rússia    | 1:57.74 | Q,    |
| 2    | 5    | Matthias Marsau     | FRA França    | 1:59.07 | Q     |
| 3    | 3    | Patryk Adamczyk     | POL Polônia   | 2:00.12 | q     |
| 4    | 7    | Athansios Kynigakis | GRE Grécia    | 2:00.23 | q     |
| 5    | 2    | Márk Tekauer        | HUN Hungria   | 2:00.31 | q     |
| 6    | 6    | Damian Chrzanowski  | POL Polônia   | 2:00.60 | q     |
| 7    | 1    | Markus Malm         | SWE Suécia    | 2:03.36 |       |
| 8    | 8    | Filip Milcevic      | AUT Áustria   | 2:03.70 |       |

#### Semifinal 2
| Pos. | Raia | Nadador           | Nacionalidade    | Tempo   | Notas |
| ---- | ---- | ----------------- | ---------------- | ------- | ----- |
| 1    | 4    | Giacomo Carini    | ITA Itália       | 1:57.80 | Q     |
| 2    | 5    | Daniil Antipov    | RUS Rússia       | 1:59.67 | Q     |
| 3    | 6    | Moritz Brandt     | GER Alemanha     | 2:00.78 |       |
| 4    | 7    | Johannes Tesch    | GER Alemanha     | 2:00.82 |       |
| 5    | 3    | Kaan Özcan        | TUR Turquia      | 2:01.39 |       |
| 6    | 8    | Kyle Chrisholm    | GBR Grã-Bretanha | 2:02.32 |       |
| 7    | 1    | Joe Litchfield    | GBR Grã-Bretanha | 2:02.59 |       |
| 8    | 2    | Christian Ferraro | ITA Itália       | 2:04.09 |       |

### Final
A final foi realizada no dia 25 de junho.
| Pos.              | Raia | Nadador             | Nacionalidade | Tempo   | Notas                      |
| ----------------- | ---- | ------------------- | ------------- | ------- | -------------------------- |
| Medalha de ouro   | 4    | Daniil Pakhomov     | RUS Rússia    | 1:57.04 | Recorde dos Jogos Europeus |
| Medalha de prata  | 5    | Giacomo Carini      | ITA Itália    | 1:57.46 |                            |
| Medalha de bronze | 3    | Matthias Marsau     | FRA França    | 1:58.96 |                            |
| 4                 | 2    | Patryk Adamczyk     | POL Polônia   | 1:59.88 |                            |
| 4                 | 6    | Daniil Antipov      | RUS Rússia    | 1:59.88 |                            |
| 6                 | 7    | Athansios Kynigakis | GRE Grécia    | 2:00.26 |                            |
| 7                 | 8    | Márk Tekauer        | HUN Hungria   | 2:00.84 |                            |
| 8                 | 1    | Damian Chrzanowski  | POL Polônia   | 2:01.23 |                            |

Legenda
| Recorde mundial            | Recorde mundial (World record)                     |                       | Recorde africano                      | Recorde africano (African) |                                           | Q | Classificado por posição (Qualified) |
| Recorde dos Jogos Europeus | Recorde dos Jogos Europeus (European Games record) | Recorde da América    | Recorde da América (Americas)         | q                          | Classificado por melhor tempo (Qualified) |   |                                      |
| Melhor marca do ano        | Melhor marca do ano (World leading)                | Recorde asiático      | Recorde asiático (Asian)              | DNS                        | Não largou (Did not start)                |   |                                      |
| Recorde nacional           | Recorde nacional (National record)                 | Recorde europeu       | Recorde europeu (European)            | DNF                        | Não terminou (Did not finish)             |   |                                      |
| Recorde pessoal            | Recorde pessoal do atleta (Personal best)          | Recorde da Oceania    | Recorde da Oceania (Oceania)          | DSQ / DQ                   | Desclassificado (Disqualified)            |   |                                      |
| Recorde da temporada       | Recorde da temporada do atleta (Season best)       | Recorde sul-americano | Recorde sul-americano (South America) | NM                         | Sem marca (No mark)                       |   |                                      |